# Boris Michailowitsch Moissejew

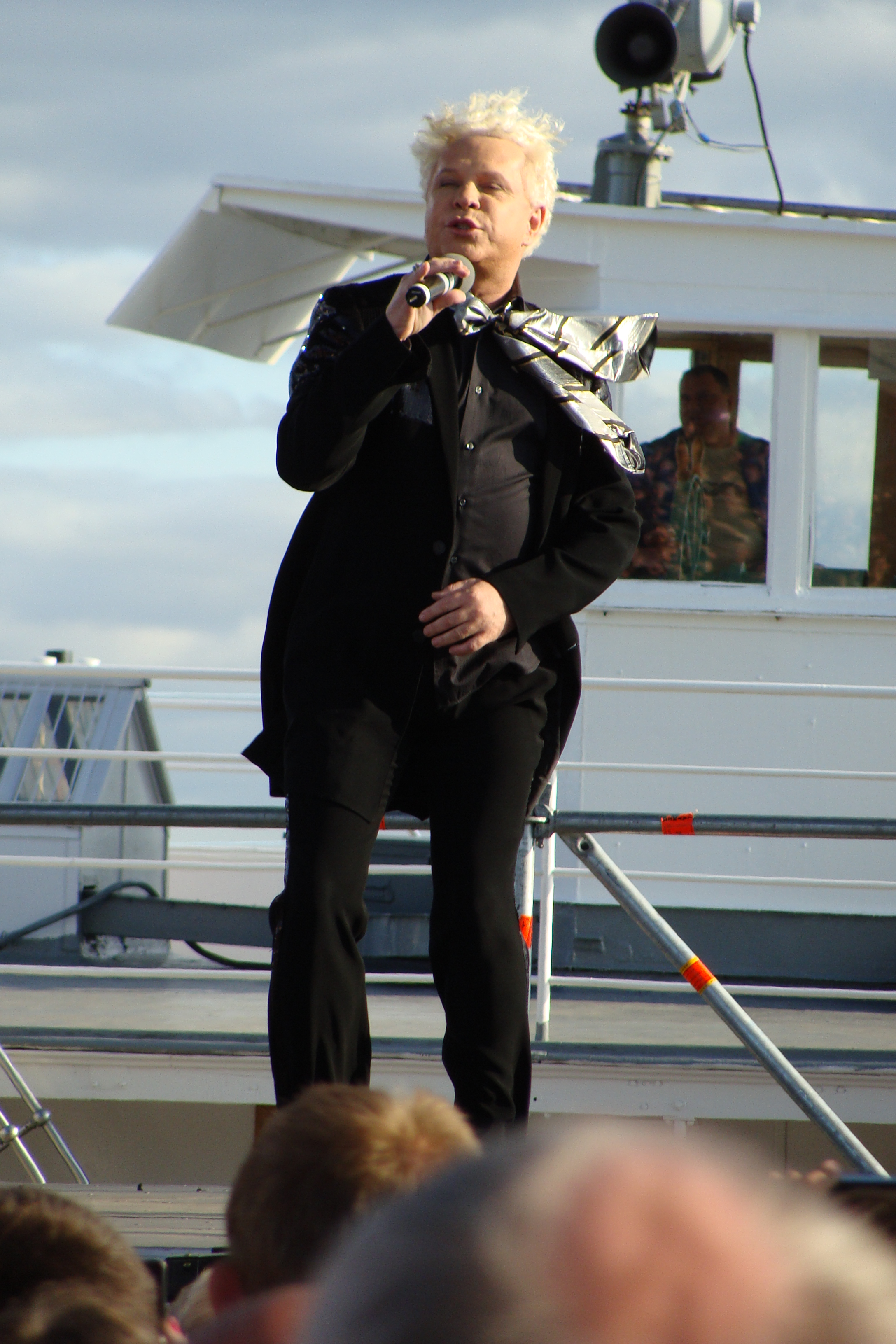
Boris Michailowitsch Moisejew (2009)

Boris Michailowitsch Moissejew (russisch Борис Михайлович Моисеев, belarussisch Барыс Міхайлавіч Маісееў; * 4. März 1954 in Mahiljou, Weißrussische Sozialistische Sowjetrepublik; † 27. September 2022 in Moskau) war ein sowjetischer bzw. russischer Sänger, Schauspieler, Tänzer, Choreograph und Autor populärer Shows in Russland. Er war ein Verdienter Künstler Russlands (2006) und einer der ersten schwulen Sänger in Russland, der sich outete.

## Frühe Karriere
Boris hatte alle Fähigkeiten, um als klassischer Tänzer auf der Bühne erfolgreich zu sein, aber er zog den modernen Tanz vor. Nach seinem Abschluss wurde Moiseev wegen seiner für die damalige Zeit sehr offenen Art der Selbstdarstellung aus Minsk verwiesen. Er zog nach Charkiw, wo Moiseev Ballettlehrer wurde, aber 1975 wurde er aus dem Komsomol ausgeschlossen und verließ Charkiw in Richtung Kaunas. Er wurde Leiter der litauischen Tanzgruppe Trimitas. 1978 gründete Moiseev das berühmte Tanztrio Ekspressiya, das Teil des Studios von Alla Pugacheva wurde. 1987 beendete das Trio die Zusammenarbeit mit Pugacheva und ging auf Tournee in die Vereinigten Staaten, nach Italien und Frankreich. Das Trio bestand über eine längere Zeit. Darüber hinaus wurde Moiseev eingeladen, als Ballettlehrer für viele amerikanische Shows zu arbeiten.

## Rückkehr nach Russland
Moissejew kam 1991 nach Russland zurück aufgrund von Dreharbeiten zu einem Dokumentarfilm über Ekspressia. Er starb am 27. September 2022 in Moskau, im Alter von 68 Jahren nach einem Schlaganfall.

## Diskografie

### Alben
- 1996: Kind des Lasters (russisch Дитя порока)
- 1998: Ferien! Ferien! (russisch Праздник! Праздник!)
- 1999: Nur der Nussknacker (russisch Просто Щелкунчик)
- 2000: Durch Geheimnis... (russisch По секрету...)
- 2000: Schwan (russisch Лебедь)
- 2001: Sollen wir tanzen?! (russisch Потанцуем?!)(Mega-Hits-Remixe)
- 2002: Fremder (russisch Чужой)
- 2004: Lieblingsmensch (russisch Любимый человек)
- 2006: Engel (russisch Ангел)
- 2007: Vogel. Live-Sound (russisch Птичка. Живой звук)
- 2012: Pastor. Die besten Männer (russisch Пастор. Лучший из мужчин)

### DVD
- 2005: Boris Moissejew. Nur ein Nussknacker (russisch Борис Моисеев. Просто щелкунчик)
- 2005: Boris Moissejew und seine Dame: 5 Jahre später (russisch Борис Моисеев и его леди: 5 лет спустя)
- 2005: Boris Moissejew. Die Show geht weiter (russisch Борис Моисеев. Шоу продолжается)
- 2005: Boris Moissejew. Schwan (russisch Борис Моисеев. Лебедь)
- 2005: Boris Moissejew. Königreich der Liebe (russisch Борис Моисеев. Королевство любви)
- 2005: Für immer deins... Boris Moissejew (russisch Навеки Ваш… Борис Моисеев)
- 2009: Damen und Herren (russisch Леди и Джентльмены)
- 2009: Dessert (russisch Десерт)

### Singles (Auswahl)
- 1997: Голубая Луна (mit Nikolaj Trubach)
- 2004: Петербург - Ленинград (mit Ljudmila Gurtschenko)